# 스콧 맥그레거 (1986년)
스콧 로버트 맥그레거(Scott Robert McGregor, 1986년 12월 19일 ~ )는 미국의 야구 선수이자, 전 KBO 리그 넥센 히어로즈의 투수이다.

## 미국 프로야구 시절

### 세인트루이스 카디널스마이너 시절
2008년에 입단하였다.

### 워싱턴 내셔널스마이너 시절
27경기(선발 15경기)에 출전하여 107이닝을 소화하면서 6승 6패 평균자책점 4.04를 기록했다.

### 서머셋 패트리어츠시절
9경기에 나와 59이닝을 던졌고, 4승 4패 평균자책점 3.36을 기록했다. 경기당 평균 6.2이닝을 소화해내며 선발 투수로써 많은 이닝을 책임졌다.

## 한국 프로야구 시절

### 넥센 히어로즈시절
2016년 6월 20일 볼넷이 많은 피칭으로 인해 퇴출된 로버트 코엘로의 대체 용병으로 영입되었다. KBO 리그 데뷔전이었던 2016년 6월 26일 LG전에서 6이닝 2실점으로 호투했으나, 팀 타선의 지원을 받지 못해 패전투수가 되었다. 그리고 2016년 7월 2일, KIA전에 선발로 등판하여 7이닝 5실점으로 피홈런이 많긴 했지만 첫 승리 투수가 되었다. 11월 15일에 재계약 불가 통보를 받았다.

## 대만 프로야구 시절
2017년에 푸방 가디언스에 입단하였다.